# 珠峰火绒草
珠峰火绒草（学名：Leontopodium himalayanum）为菊科火绒草属的植物。分布在克什米尔、尼泊尔、印度、缅甸、锡金以及中国大陆的云南、西藏等地，生长于海拔3,000米至5,000米的地区，常生长在岩石缝隙、高山石砾坡地以及湿润草地。

## 别名
拍拖特（云南丽江）

## 异名
- Leontopodium himalayanum DC. var. pumilum Ling